# عايدة سلام
عايدة سلام هي لاعبة ألعاب قوى تونسية وُلدت في 13 سبتمبر 1977، وتخصصت في سباقات المضمار والميدان وبالتحديد في رياضة رمي الرمح، وكان أفضل رقم حققته هي الرمية التي نفذتها في يونيو عام 2004 في تونس، والتي وصلت لمسافة 60.87 متر.

## المشاركات والميداليات
شاركت عايدة سلام في بطولة إفريقيا لألعاب القوى 2000 التي أقيمت في مدينة الجزائر بالجزائر، وحصلت على الميدالية الذهبية في منافسات رمي الرمح للسيدات بعدما حققت رمية وصلت لمسافة 53.35 مترًا. وفي عام 2004، مثلت عايدة سلام تونس في بطولة الألعاب البارالمبية الصيفية، ويوضح الجدول التالي أهم المُسابقات والبطولات التي شاركت فيها عايدة سلام، وأبرز الميداليات والألقاب التي حققتها في البطولات والمسابقات المختلفة:
| العام | المسابقة                               | المكان                    | المنافسات | الترتيب/الميدالية                | ملاحظات                    |
| ----- | -------------------------------------- | ------------------------- | --------- | -------------------------------- | -------------------------- |
| 1995  | بطولة أفريقيا لألعاب القوى للشباب 1995 | بواكي، ساحل العاج         | رمي الرمح | المركز الأول (الميدالية الذهبية) | حققت رمية لمسافة 47.38 متر |
| 1999  | بطولة الألعاب الإفريقية 1999           | جوهانسبرغ، جنوب إفريقيا   | رمي الرمح | المركز الثاني (الميدالية الفضية) | حققت رمية لمسافة 48.91 متر |
| 2000  | بطولة إفريقيا لألعاب القوى 2000        | الجزائر، الجزائر          | رمي الرمح | المركز الأول (الميدالية الذهبية) | حققت رمية لمسافة 53.35 متر |
| 2001  | بطولة الألعاب الفرانكوفونية 2001       | أوتاوا، كندا              | رمي الرمح | المركز الرابع                    | حققت رمية لمسافة 53.34 متر |
| 2001  | بطولة ألعاب البحر الأبيض المتوسط 2001  | رادس، تونس                | رمي الرمح | المركز الخامس                    | حققت رمية لمسافة 53.23 متر |
| 2001  | البطولة العربية لألعاب القوى 2001      | دمشق، سوريا               | رمي الرمح | المركز الأول (الميدالية الذهبية) |                            |
| 2002  | بطولة إفريقيا لألعاب القوى 2002        | رادس، تونس                | رمي الرمح | المركز الأول (الميدالية الذهبية) | حققت رمية لمسافة 55.46 متر |
| 2002  | كأس العالم لألعاب القوى 2002           | مدريد، إسبانيا            | رمي الرمح | المركز الثامن                    | حققت رمية لمسافة 52.48 متر |
| 2003  | بطولة الألعاب الإفريقية 2003           | أبوجا، نيجيريا            | رمي الرمح | المركز الأول (الميدالية الذهبية) | حققت رمية لمسافة 54.58 متر |
| 2004  | بطولة إفريقيا لألعاب القوى 2004        | برازافيل، جمهورية الكونغو | رمي الرمح | المركز الثاني (الميدالية الفضية) | حققت رمية لمسافة 54.68 متر |
| 2004  | دورة الألعاب العربية 2004              | الجزائر، الجزائر          | رمي الرمح | المركز الأول (الميدالية الذهبية) | حققت رمية لمسافة 58.64 متر |
| 2004  | بطولة الألعاب الأولمبية الصيفية 2004   | أثينا، اليونان            | رمي الرمح | المركز الرابع والعشرين           | حققت رمية لمسافة 57.76 متر |
| 2005  | ألعاب البحر الأبيض المتوسط 2005        | المرية، إسبانيا           | رمي الرمح | المركز الرابع                    | حققت رمية لمسافة 54.19 متر |